# موزی
موزی (‎/ˈmoʊˈtsiː/‎; چینی: 墨子 ‎/ˈmoʊˈtsuː/‎. به لاتین Micius ‎/ˈmɪsiəs/‎. ح ۴۷۰ - ح ۳۹۱ قبل از میلاد)، که نام اصلی او مو دی (墨翟) است، یک فیلسوف چینی بود که مکتب موهیسم را در دوران آغازین عصر دولت‌های متخاصم در حدود سال‌های ۴۷۵–۲۲۱ پیش از میلاد، بنیان نهاد. متن باستانی کتاب موزی حاوی مطالبی است که به او و پیروانش نسبت داده شده‌است.
موزی چنان می‌آموخت که همه در مقابل چشم آسمان، برابر هستند. وی معتقد بود که کسانی که در قدرت هستند، باید مبتنی بر شایسته سالاری گزیده شوند، یا کسانی که شایسته قدرت هستند باید قدرت را دریافت کنند. موزی خواهان بهشت بود و پادشاهان افسانه‌ای را به حمایت از آموزه‌های خود فرا می‌خواند.
وی متولد منطقه ای است که اکنون تنگژو، استان شاندونگ در آن قرار دارد. او مکتب موهیسم را بنیان نهاد که به شدت مخالف کنفوسیوس و تائو بود. فلسفه او بر عشق جهانی، نظم اجتماعی، اراده بهشتی و تقسیم و تکریم افراد شایسته تأکید داشت. در دوران حکومت‌های متخاصم، موهیسم به‌طور فعالی در بسیاری از ایالت‌ها گسترش یافته و مورد استفاده قرار می‌گرفت اما با روی کار آمدن سلسله قانون‌گرای چین در ۲۲۱ قبل از میلاد، دوران اوج موهیسم متوقف شد. در آن دوره، تصور می‌شود که بسیاری از آثار کلاسیک موهیست وقتی که امپراتور شین شی هوانگ اقدام به سوزاندن کتاب‌ها و دفن دانشمندان اقدام می‌کرد، نابود شدند. وقتی کنفوسیوس‌گرایی به مکتب فکری غالب در سلسله هان تبدیل شد، اهمیت موهیسم دوچندان کاهش یافت تا جایی که بیشتر در اواسط سلسله هان غربی از بین رفت.